# Gauliga Schleswig-Holstein 1943/44
De Gauliga Schleswig-Holstein 1943/44 was het tweede voetbalkampioenschap van de Gauliga Schleswig-Holstein. 
Holstein Kiel werd kampioen en plaatste zich voor de eindronde om de Duitse landstitel. De club versloeg SV Dessau 05 en verloor dan van Hertha BSC.

## Eindstand
| Plaats | Club                      | Wed. | W  | G | V  | Saldo  | Ptn.  |
| ------ | ------------------------- | ---- | -- | - | -- | ------ | ----- |
| 1.     | Holstein Kiel (K)         | 18   | 15 | 0 | 3  | 105:22 | 30:6  |
| 2.     | FC 02 Kilia Kiel          | 18   | 13 | 2 | 3  | 77:33  | 28:8  |
| 3.     | SC 08 Friedrichsort       | 18   | 13 | 2 | 3  | 46:26  | 28:8  |
| 4.     | SV Ellerbek               | 18   | 6  | 6 | 6  | 37:43  | 18:18 |
| 5.     | VfB Kiel (N)              | 18   | 7  | 2 | 9  | 50:49  | 16:20 |
| 6.     | SG Ordnungspolizei Lübeck | 18   | 6  | 3 | 9  | 33:55  | 15:21 |
| 7.     | TSG 1878 Gaarden (N)      | 18   | 6  | 2 | 10 | 48:66  | 14:22 |
| 8.     | FV Borussia 03 Kiel       | 18   | 5  | 3 | 10 | 28:48  | 13:23 |
| 9.     | SpVgg Fortuna Glückstadt  | 18   | 4  | 3 | 11 | 31:60  | 11:25 |
| 10.    | KSG Comet Kiel            | 18   | 2  | 3 | 13 | 24:77  | 7:29  |

|  | Kampioen   |
|  | Degradatie |